# Condado del Valle de Salazar
El condado del Valle de Salazar es un título nobiliario español concedido por el rey Carlos II, con el vizcondado previo de la misma denominación, en favor de Cristóbal Lázaro Salazar de Frías y Espinosa, marqués de Estremiana, el 4 de febrero de 1681 por real decreto y el 21 de enero de 1686 por real despacho.
Su nombre hace referencia a una finca propiedad del primer conde, que se ubicaba en la localidad tinerfeña de San Andrés, en la provincia de Santa Cruz de Tenerife.

## Condes del Valle de Salazar

Escudo del linaje Salazar, utilizado también por los condes del Valle de Salazar.

|                        | Titular                                         | Periodo                |
| Creación por Carlos II | Creación por Carlos II                          | Creación por Carlos II |
| ---------------------- | ----------------------------------------------- | ---------------------- |
| I                      | Cristóbal Lázaro Salazar de Frías y Espinosa    | 1686-1719              |
| II                     | Cristóbal Valentín Salazar de Frías y Abreu     | 1719-1749              |
| III                    | Ventura Salazar de Frías y Valcárcel            | 1749-1761              |
| IV                     | Antonio Salazar de Frías y Franchi              | 1761-1784              |
| V                      | Martín Salazar de Frías y Franchi               | 1784-1807              |
| VI                     | Cristóbal Salazar de Frías y Porlier            | 1847-1866              |
| VII                    | Juan Antonio Salazar de Frías y Benítez de Lugo | 1867-1881              |
| VIII                   | Esteban Salazar de Frías y Ponte                | 1881-1905              |
| IX                     | Esteban Salazar de Frías y Cólogan              | 1906-1925              |
| X                      | Laura Salazar de Frías y Benítez de Lugo        | 1925-1999              |
| XI                     | Tomás Salazar de Frías y de Ascanio             | 2000-hoy               |

## Historia de los condes del Valle de Salazar
- Cristóbal Lázaro Salazar de Frías y Espinosa (La Laguna, 31 de marzo de 1645-Milán, c. 1716), I conde del Valle de Salazar, I marqués de Estremiana, gentilhombre de cámara del archiduque de Austria Carlos VI, caballero de la Orden de Calatrava, maestre de campo, general de artillería y goberandor de Sanlúcar de Barrameda.[1][2] Era hijo de Cristóbal Salazar de Frías y Ríos y de Inés de Espinosa y del Hoyo.[2]

Casó en 1678, en Garachico, con María de Ponte y Castilla, hija de los marqueses de Adeje. Sin descendencia. Le sucedió su sobrino segundo, hijo de Pedro Salazar de Frías y Sotomayor y de Francisca Margarita de Abreu Rexe:
- Cristóbal Valentín Salazar de Frías y Abreu (1682-1749), II conde del Valle de Salazar.[1]

Casó en 1710, en La Laguna, con Juana de Valcárcel y Molina. Le sucedió su hijo:
- Ventura Salazar de Frías y Valcárcel (1714-1761), III conde del Valle de Salazar.[1]

Casó en 1735, en La Orotava, con Francisca de Franchi Bucaille. Le sucedió su hijo:
- Antonio Salazar de Frías y Franchi (1736-1806), IV conde del Valle de Salazar, coronel de Milicias Canarias.[1]

Casó en La Orotava con Magdalena de Valcárcel y Herrera. Por incompatibilidad con el mayorazgo de Bucaille, le sucedió su hermano:
- Martín Salazar de Frías y Franchi (1743-1807), V conde del Valle de Salazar.[1]

Casó el 10 de febrero de 1765, en La Laguna, con Juana Porlier y Castilla. Le sucedió su hijo:
- Cristóbal Salazar de Frías y Porlier (1789-1866), VI conde del Valle de Salazar.[1]

Falleció soltero. Le sucedió su sobrino, hijo de Ventura Salazar de Frías y Porlier y de María de la Concepción Benítez de Lugo y Porlier:
- Juan Antonio Salazar de Frías y Benítez de Lugo (1800-1890), VII conde del Valle de Salazar.[1]

Casó con Dominga Chirino y del Hoyo-Solórzano. Por sentencia judicial sucedió su primo, hijo de Domingo Salazar de Frías y Molina y de Trinidad de Ponte y Benítez de Lugo, y, por tanto, tercer nieto de Antonio Salazar de Frías, IV conde del Valle de Salazar:
- Esteban Salazar de Frías y Ponte (1845-1905), VIII conde del Valle de Salazar, abogado.[1]

Casó, en primeras nupcias, con Laura Cólogan y Cólogan (1850-1881).
Casó, en segundas nupcias, con Elisa de Ponte y del Hoyo, sin descendencia.
Le sucedió su hijo:
- Esteban Salazar y Cólogan (1877-1925), IX conde del Valle de Salazar, abogado y diplomático.[1]

Casó en Nueva York con Eugenia Fernández-Cuervo y García, sin descendencia. A su fallecimiento, ocurrido el 27 de enero de 1925, legó sus bienes para la repoblación forestal de España, instituyendo al efecto una Fundación, cuyo Patronato encomendó a la Escuela Especial de Ingenieros de Montes. El 16 de mayo de 1925 le sucedió su sobrina, hija de su hermano, Tomás Salazar de Frías y Cólogan, y de Josefina Benítez de Lugo y Brier:
- Laura Salazar de Frías y Benítez de Lugo (1906-1999), X condesa del Valle de Salazar.[1]

Casó en 1931, en La Laguna, con Fernando del Hoyo-Solórzano y Machado, VI marqués de La Villa de San Andrés y VI vizconde de Buen Paso. Sin descendencia. Le sucedió su sobrino segundo, tras solicitud cursada el 24 de mayo del 2000 (BOE del 7 de junio) y orden del 26 de julio del mismo año para que se expida la correspondiente carta de sucesión (BOE del 23 de agosto):
- Tomás Salazar de Frías y de Ascanio (n. 1942), XI conde del Valle de Salazar, hijo de Domingo Salazar de Frías y de Ascanio y de Elena de Ascanio y Cárpenter.

Casó el 30 de junio de 1967 con María de las Nieves Brier y Bravo de Laguna.